# Clyde Tingley
Clyde Kendle Tingley (London, Ohio; 5 de enero de 1881-Albuquerque, Nuevo México; 24 de diciembre de 1960) fue un abogado y político estadounidense miembro del Partido Demócrata que se desempeñó como gobernador de Nuevo México de 1935 a 1939.

## Biografía
Clyde Tingley nació en una granja cerca de London, Ohio en 1881. No tenía suerte como agricultor. Su esposa Carrie sufría de tuberculosis y se le informó que el clima en Ohio eventualmente la mataría. Sus médicos sugirieron visitar o mudarse al clima más cálido del suroeste de Estados Unidos y recomendaron el Sanatorio Metodista en Albuquerque, Nuevo México.
El primer cargo político de Tingley fue en el ayuntamiento de Albuquerque de 1916 a 1917 como concejal del segundo distrito. Después de que Albuquerque cambiara a un gobierno de concejo municipal en 1917, Tingley se desempeñó como comisionado de la ciudad de 1922 a 1935, incluidos diez años como presidente de 1925 a 1935. También se desempeñó como superintendente de mantenimiento de distrito del Departamento de Carreteras del Estado de Nuevo México para el distrito de Albuquerque de 1925-1926. También fue delegado de las Convenciones Nacionales Democráticas de 1928, 1932 y 1936. A lo largo de todo este período, la enfermedad de su esposa estuvo en su corazón y fue un firme defensor de la atención médica, especialmente para los niños.
Como gobernador, Tingley continuó la práctica de su predecesor de registrar sistemáticamente la afiliación política de los solicitantes de ayuda federal.